# Fujiwara no Tadazane
Fujiwara no Tadazane (藤原 忠実?   1078-31 de julio de 1162) fue un kugyō (cortesano japonés de clase alta) que vivió a finales de la era Heian. Fue miembro del clan Fujiwara e hijo mayor del regente Fujiwara no Moromichi.

## Biografía
Ingresó a la corte imperial en 1088 con el rango shōgoi inferior y fue asignado chambelán. En 1089 fue promovido al rango jushii inferior y luego al rango shōshii inferior, adicionalmente fue nombrado vicegobernador de la provincia de Iyo. En 1091 fue ascendido al rango jusanmi, convirtiéndose en cortesano de clase alta, y luego al rango shōsanmi. Luego fue nombrado gonchūnagon en 1092, ascendido al rango junii en 1093, al rango shōnii en 1095 y asignado como gondainagon en 1097.
Fue designado líder del clan Fujiwara en 1099, nombrado udaijin desde 1100 hasta 1112, y desde 1103 hasta 1106 fue nombrado tutor imperial. En 1105 fue designado kanpaku (regente) del Emperador Horikawa hasta su muerte en 1107, cuando se convertiría en sesshō (regente) del joven Emperador Toba hasta 1113, cuando se convertiría en kanpaku. Tadazane mantuvo la regencia sobre el Emperador Toba hasta 1121, dejando el cargo a su hijo Fujiwara no Tadamichi. En 1112 fue promovido al rango juichii y en 1113 fue nombrado Daijō Daijin (Canciller del Reino).
Tadazane mantuvo una disputa por el poder de la corte con el Retirado Emperador Shirakawa a través del gobierno enclaustrado, e influyó en los reinados del Emperador Horikawa y del Emperador Toba, pero con la muerte de Shirakawa en 1129, Tadazane logró engrandecer su influencia en la regencia de Tadamichi a pesar del gobierno enclaustrado del Retirado Emperador Toba.
En 1140 abandonó su vida como cortesano y se convirtió en monje budista (shukke), tomando el nombre de Enri (圓理?), y fallecería en 1162.

## Descendencia
Tuvo como hijos a los cortesanos Fujiwara no Tadamichi y Fujiwara no Yorinaga y como hija a Fujiwara no Yasuko, consorte del Emperador Toba.

## Obras
Fue autor del diario Denryaku (殿暦?), que reseña los sucesos de la corte imperial entre 1098 y 1118.